# Lex Jacoby
Alex „Lex” Jacoby (n. 28 februarie 1930, Junglinster⁠(d), Grevenmacher, Luxemburg – d. 21 noiembrie 2015) a fost un scriitor luxemburghez.

## Opere
- Die Sehnsucht des Schamanen (1952)
- Der Fremde (1954)
- Le Pavot Blanc (1963)
- Luxemburg (1963)
- Der Grenzstein (1963)
- Nachts gehen die Fische an Land (1980)
- Das Logbuch der Arche (1988)
- Der fromme Staub der Feldwege (1990)
- Spanien heiter bis wolkig (1994)
- Wasserzeichen (1995)
- Remis in der Provence (2000)
- Wie nicht ganz schwarzer Kohlenstein (2001)
- Die Deponie (2006)